# Wrzosowiska Cedyńskie im. inż. Wiesława Czyżewskiego
Rezerwat przyrody „Wrzosowiska Cedyńskie im. inż. Wiesława Czyżewskiego” – rezerwat stepowy o powierzchni 72,02 ha, w województwie zachodniopomorskim, w powiecie gryfińskim, w gminie Cedynia, na terenie Cedyńskiego Parku Krajobrazowego, 3 km na południowy zachód od Cedyni, po południowej stronie drogi wojewódzkiej nr 124 (Cedynia-Osinów Dolny). Powierzchnia rezerwatu to w przybliżeniu kwadrat o boku ok. 0,9 km.
Rezerwat został utworzony na mocy zarządzenia Ministra Leśnictwa i Przemysłu Drzewnego z dnia 11 kwietnia 1985 r. w sprawie uznania za rezerwaty przyrody. Nosi imię inż. Wiesława Czyżewskiego, który w latach 1955–1985 był tu nadleśniczym. Przy wejściu do rezerwatu znajduje się głaz poświęcony jego pamięci.
Celem ochrony jest zachowanie wzgórz pokrytych wrzosowiskami oraz stanowisk roślinności kserotermicznej, a w szczególności utrzymanie bioróżnorodności i organizacji socjalnej organizmów charakterystycznych dla terenów otwartych – wrzosowisk, muraw kserotermicznych i napiaskowych, zachowanie rodzimych populacji gatunków roślin, grzybów, zwierząt i innych organizmów żywych występujących naturalnie w obrębie wrzosowisk oraz muraw kserotermicznych i napiaskowych, a także ochrona relacji ekologicznych między tymi populacjami oraz siedliskami występującymi w rezerwacie.
Występują tu takie rośliny, porosty i grzyby chronione jak: pajęcznica liliowata, turzyca niska, ożota zwyczajna, sasanka łąkowa, wężymord stepowy, ostnica włosowata, widłoząb kędzierzawy, chrobotek alpejski, płucnica islandzka, pawężnica drobna, buławka spłaszczona, berłóweczka zimowa.
Nadzór: Nadleśnictwo Mieszkowice.

## Turystyka
W północno-zachodniej części rezerwatu znajduje się parking i platforma widokowa. Od 2016 roku rezerwat jest udostępniony do zwiedzania – wytyczono kilkusetmetrową ścieżkę prowadzącą na szczyt 60-metrowego wzgórza, na którym znajduje się wiata. Ze ścieżki nie wolno schodzić, zaś wokół niej znajdują się tablice informacyjne.
- „Szlak Nadodrzański” (o długości 144,1 km; Radziszewo – Szczeciński Park Krajobrazowy „Puszcza Bukowa” – Gryfino – Chojna – Głazy „Bliźniaki” (pomnik przyrody) – dąb „Król” (pomnik przyrody) – Lubiechów Dolny – Cedynia – Góra Czcibora – Osinów Dolny – Siekierki – Gozdowice – Mieszkowice)
- Pomnik na Górze Czcibora – 0,5 km na zachód